# Kozakivka, Bolehiv
Kozakivka (în ucraineană Козаківка) este localitatea de reședință a comunei Kozakivka din regiunea Ivano-Frankivsk, Ucraina.

## Demografie
Componența lingvistică a localității Kozakivka
     Ucraineană (99,67%)
     Alte limbi (0,11%)
Conform recensământului din 2001, majoritatea populației localității Kozakivka era vorbitoare de ucraineană (99,67%), existând în minoritate și vorbitori de alte limbi.